# Galina Sovétnikova
Galina Sovétnikova (rus: Галина Александровна Советникова)  (Pskov, 14 de novembre de 1955) és una ex-remadora russa que va competir sota bandera de la Unió Soviètica durant les dècades de 1970 i 1980.
El 1980 va prendre part en els Jocs Olímpics de Moscou, on guanyà la medalla de bronze en la competició del quatre amb timoner, formant equip amb Nina Txeremíssina, Maria Fadeeva, Svetlana Semenova i Marina Studneva.